# الكسندر وايت (سياسي)
الكسندر وايت (بالإنجليزية: Alexander White)‏ هو محامي وسياسي أمريكي، ولد في 1738 في مقاطعة فريدريك في الولايات المتحدة، وتوفي بنفس المكان في 19 سبتمبر 1804. حزبياً، نشط في Pro-Administration Party (United States) ‏. وقد انتخب عضو مجلس نواب الولايات المتحدة عن ولاية فرجينيا وانتخب عضو مجلس النواب الأمريكي.